# Рефельде
Рефельде (нем. Rehfelde) — община в Германии, в земле Бранденбург.
Входит в состав района Меркиш-Одерланд. Подчиняется управлению Меркише Швайц. Население составляет 4457 человек (на 31 декабря 2010 года). Занимает площадь 46,15 км².
Коммуна подразделяется на 3 сельских округа.
| Год  | Население |
| ---- | --------- |
| 2005 | 4569      |
| 2010 | 4462      |

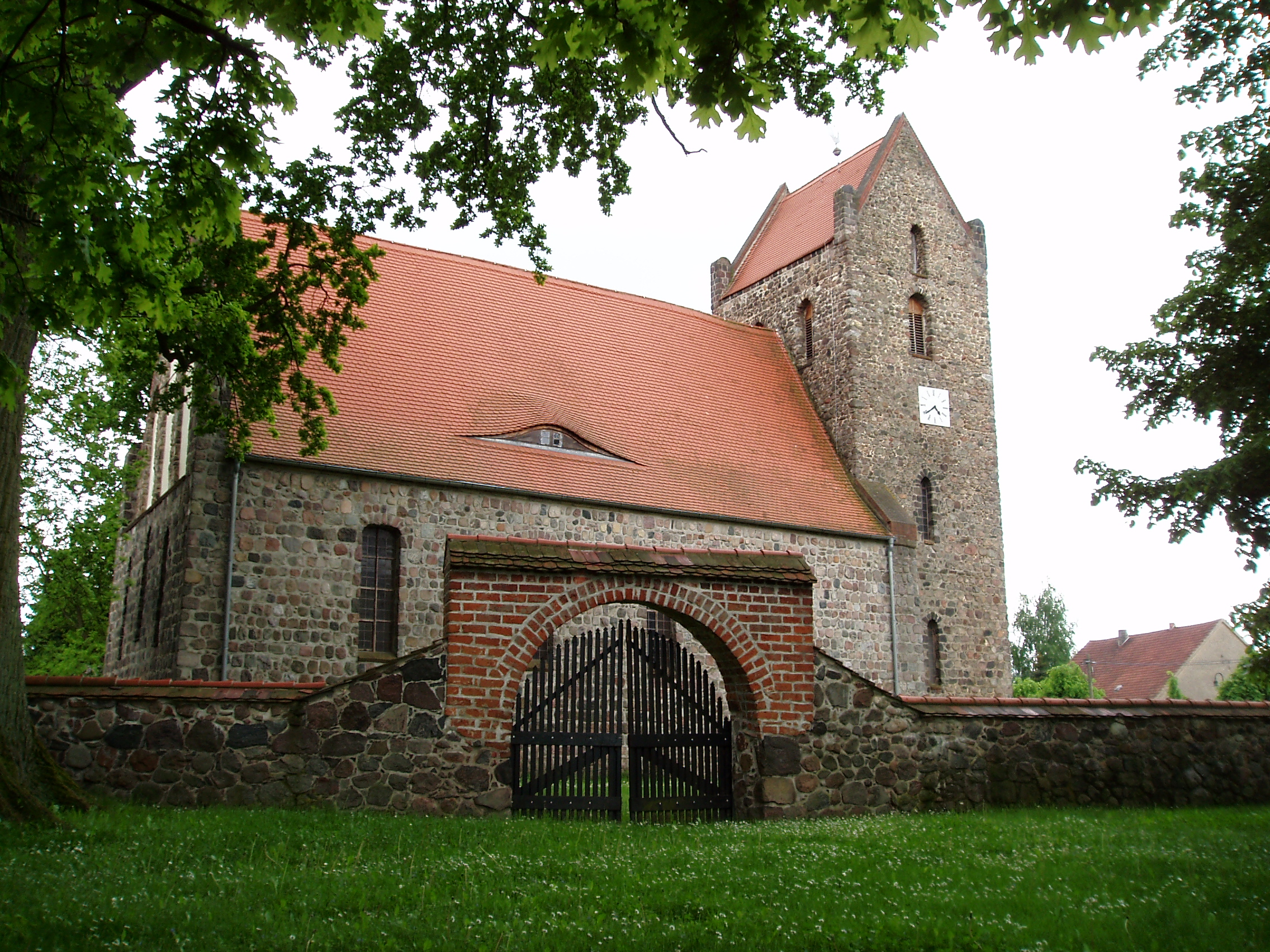
Sankt Annen-Kirche in Zinndorf
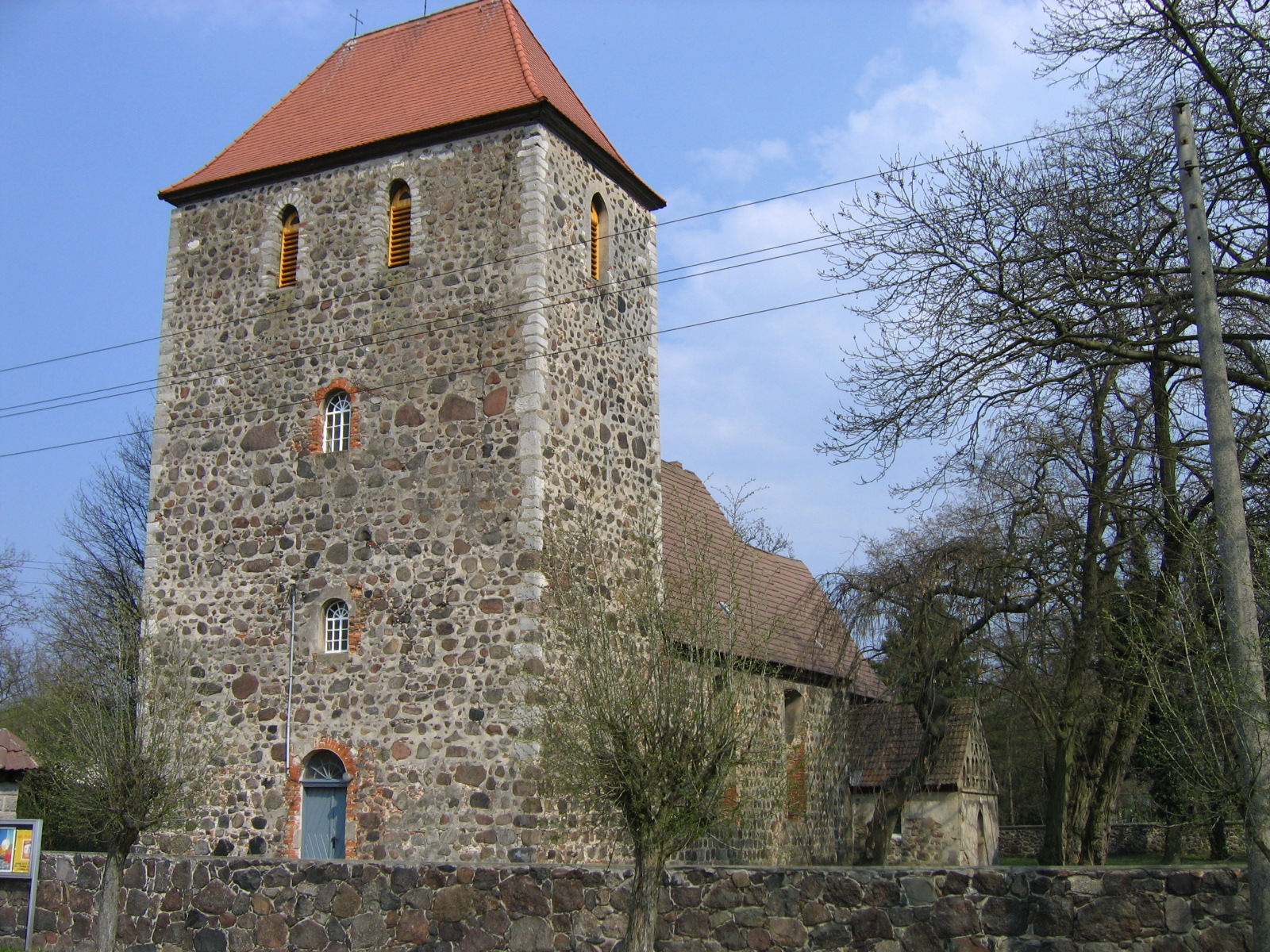
Kirche in Rehfelde
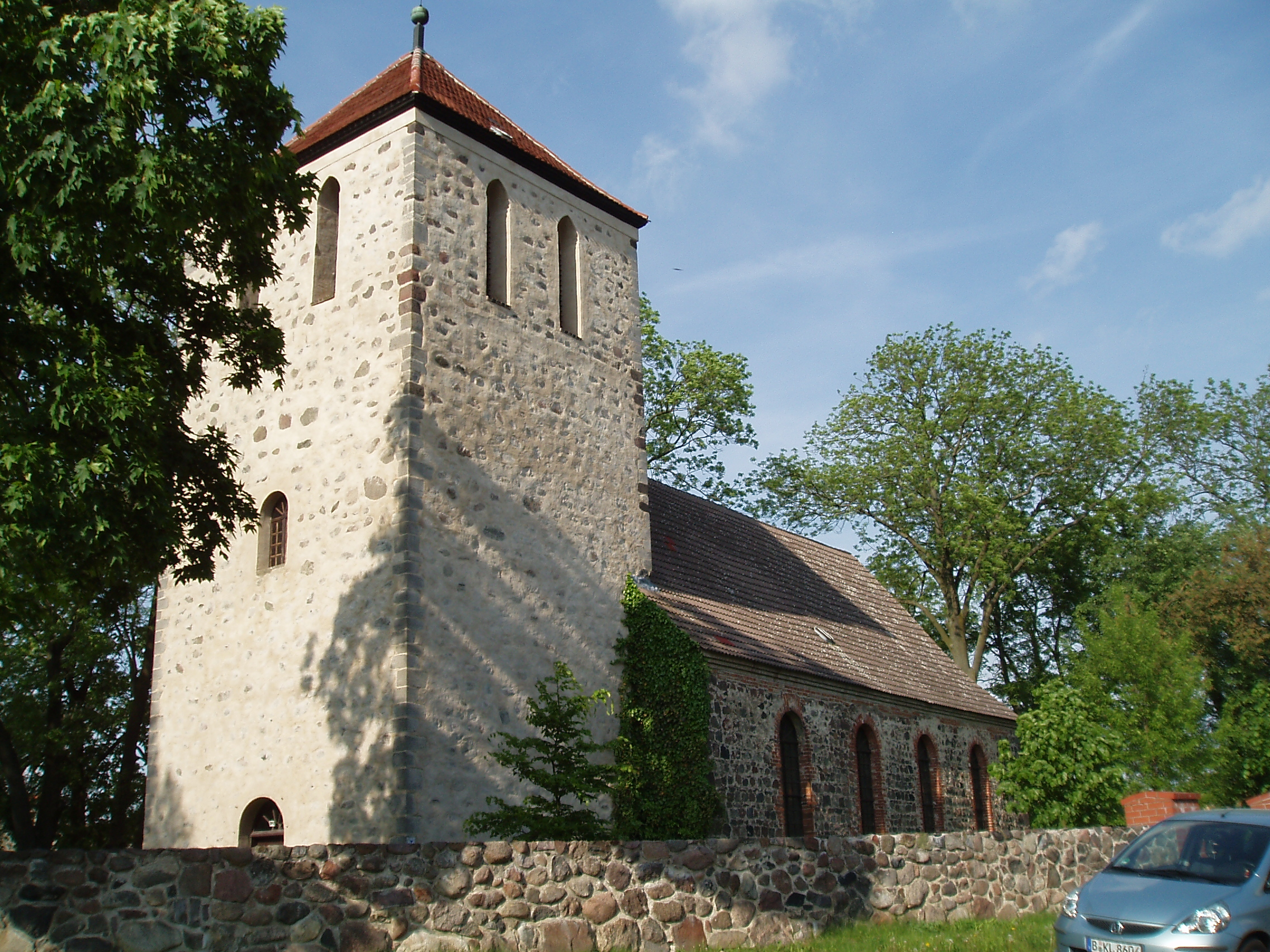
Dorfkirche Werder (Rehfelde)